# Lézard
Pour les articles homonymes, voir Lézard (homonymie).
Pour l’article ayant un titre homophone, voir Les Arts.
Taxons concernés
De nombreuses espèces parmi :
- l'infra-ordre des Autarchoglossa,
- les Geckos,
- bien sûr les Lacertidae,

mais aussi comme terme générique parmi :
- les Chamaeleonidae,
- les iguanes.modifier

Cladogramme simplifié de la phylogenèse des squamates. La systématique des groupes actuels reconnaît : les Dibamidés (25 espèces), les Gekkotiens (2 252 espèces), Scincomorphes (2 179 espèces), les Lacertoïdés (Lacertidae, Teiidae et amphisbènes, Gymnophthalmidae, Alopoglossidae, 1 053 espèces), les Anguimorphes (Varanidae, Anguidae comme les orvets, Helodermatidae, Lanthanotidae, Shinisauridae, Xenosauridae, Diploglossidae, 248 espèces), Serpents ou Ophidiens (4038 espèces), les Iguaniens (les iguanes, les caméléons, les agames, 2 049 espèces). Les nombres d'espèces proviennent de The Reptile Database (base de données de référence pour les reptiles non-aviaires).

Les lézards sont de petits reptiles de l'ordre des Squamates.
Ils partagent le fait d'avoir quatre pattes (hormis les orvets), des oreilles à tympan apparent sans conduit auditif externe, le corps recouvert d'écailles et la mue. Certaines familles emblématiques du terme générique de "lézard", comme les Lacertidae, peuvent perdre volontairement leur queue (autotomie) en cas d'agression et ont des paupières mobiles. Mais ce n'est pas le cas de toutes les espèces regroupées sous ce nom : par exemple les Gekkonidae et les Xantusiidae ne pratiquent pas l'autotomie et n'ont pas de paupières mobiles.
Il existe environ 3 750 espèces de lézards[réf. nécessaire] dans le monde, en tout cas plus de 3 000, certaines sources allant jusqu'à 4 450.

## Étymologie et usage du mot
Le terme lézard, aujourd'hui masculin, est issu du latin lăcertus, avec changement de terminaison par attraction du suffixe -ard. Le mot latin d'origine était plutôt au féminin : lăcerta, ce qui a d'ailleurs donné en ancien français laisarde toujours au féminin. Le masculin lăcertus est aussi attesté chez Virgile dans le sens de « lézard », mais il est plus rare en latin classique et plus ambigu que le féminin, car de sens second. Au sens premier lăcertus, surtout au pluriel lăcerti, signifie en effet plutôt « muscle(s) », et parfois « maquereau ». C'est aussi la raison pour laquelle la plupart des mots désignant le lézard dans les langues régionales, surtout en pays d'Oc, sont au féminin (voir la section « Dénominations dans les langues régionales » de l'article consacré au Lézard des murailles).

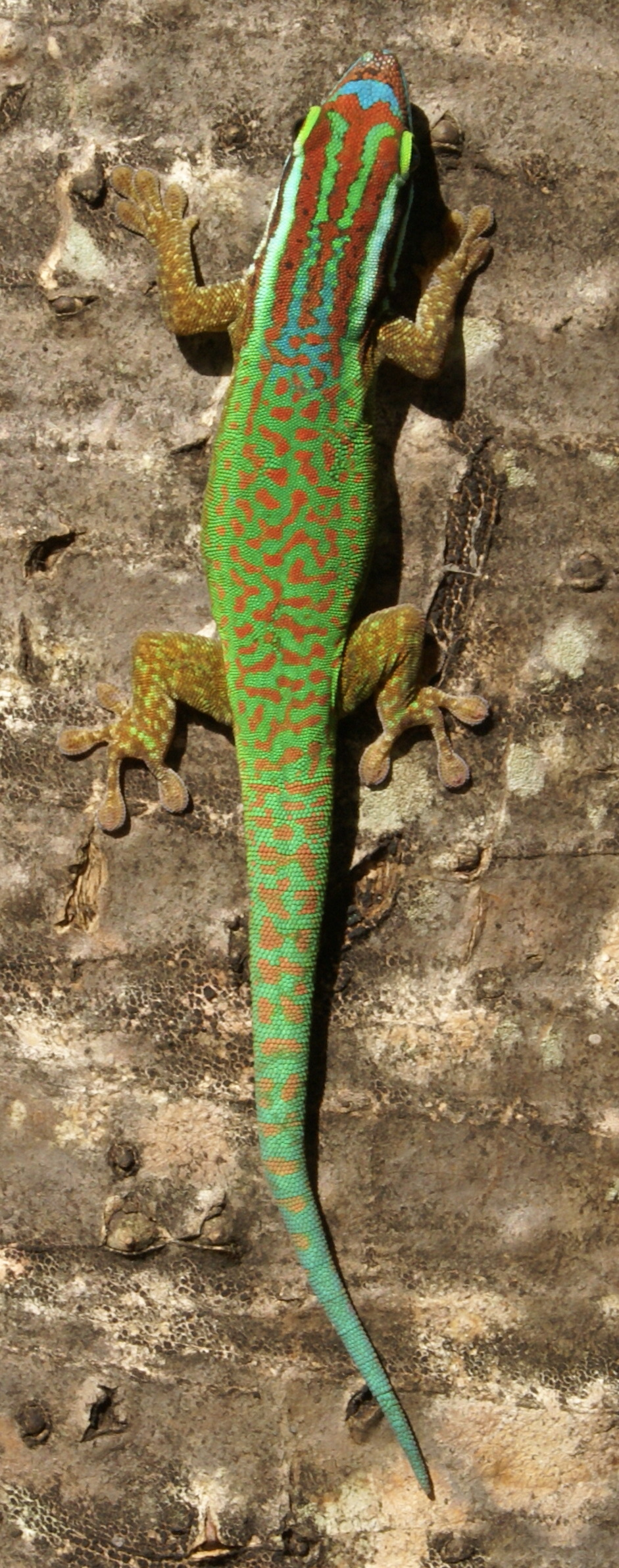
Lézard vert de Manapany (Phelsuma inexpectata) de la famille des Gekkonidae), en liberté sur un tronc de vacoa (Pandanus utilis).

Le terme de « lézardet » pour désigner le petit du lézard est attesté par exemple chez Jean Giono : « Et ce lézardet qui se roulait dans l'herbe de l'aire, près du rouleau à blé; un lézardet à peine déroulé de l'œuf, déjà tout vert avec des gouttes d'eau à tous ses ongles ». Mais peut-être s'agit-il d'un élément du français méridional ou d'un idiolecte propre à l'auteur et à sa région. Le terme de « lézardeau » pour désigner le petit du lézard (en français standard) est attesté lui aussi mais qualifié d’extrêmement rare. On le trouve tout de même chez Pascal Quignard :  « La patte d’un lézardeau, tandis qu’elle déplace une feuille morte, produit un fracas qui fait sauter le cœur ».
Quant au mot de « lézarde », il peut désigner la femelle du lézard, mais il est plus usité pour nommer la fente d'un mur crevassé, acception qui est un sens dérivé par analogie de forme (ou métaphore usuelle) avec la course zigzagante et avec la courbure de la queue du même lézard, ou bien par métonymie, le refuge portant le nom de celui qui s'y cache.
Ce terme de lézard désigne aujourd'hui une famille particulière (les Lacertidae) et des genres particuliers (les Lacerta, les Podarcis, les Zootoca et les Timon, pour la France). De plus, diverses espèces peuvent avoir un nom vernaculaire qui contient le terme lézard comme certains geckos (Gekkota) : le lézard vert de Manapany (Phelsuma inexpectata), ainsi que des lacertidés proprement dits comme le lézard gris, ou le lézard vert, l'un et l'autre s'appliquant à plusieurs espèces ou genres différents. Cependant ce terme est aussi un terme générique qui regroupe traditionnellement aussi plus particulièrement des espèces de l'infra-ordre les Autarchoglossa présents en Europe mais aussi les geckos, les caméléons et les iguanes. Parmi les espèces Autarchoglossa, certaines espèces ne sont pas, à première vue, considérées comme des lézards car elles ne possèdent pas de pattes : par exemple les orvets (serpents de verre), et les ophisaures. Les espèces d’Autarchoglossa comptant les individus de plus grande taille (comme les varans) ne sont en général pas non plus considérées comme des lézards.

## Paléontologie
La plupart des fossiles animaux étudiés (parce que les plus faciles à trouver) sont coquilliers ou proviennent de grands animaux (mammouths, dinosaures..) morts dans des déserts ou sédiments. En dépit de quelques exceptions très locales (ex : Xianglong (en) en Chine pour le Crétacé, Dormaal en Belgique pour l'Eocène inférieur et Messeiou Sansan pour le Miocène moyen), les lézards se fossilisent très mal. Les ancêtres de nos lézards contemporains de petite taille restent mal connus (on suppose qu'au Carbonifère les premiers Amniotes vraiment terrestres ont acquis une peau plus imperméable et protectrice que celle des Amphibiens et que cette peau était probablement écailleuse, comme celle des Lézards contemporains). Les Mosasaures sont connus par leurs grands squelettes, mais on ignore encore leur aspect extérieur : couleurs, etc.
En explorant le contenu d’une collection naturaliste (privée) récemment offerte au Musée américain d'histoire naturelle, des scientifiques ont trouvé une douzaine de fragments et restes de lézards conservés dans des morceaux d’ambre.
Cet ambre avait été déterré des décennies plus tôt dans des mines de Burma au Myanmar. Ces restes appartiennent à plusieurs espèces qui vivaient il y a environ 100 millions d'années alors que les zones tropicales étaient aussi variées que de nos jours  mais que les plantes à fleur et les insectes pollinisateurs étaient seulement en train apparaître. Certains de ces fossiles présentent des détails bien conservés tels qu’écailles, griffes, tissus mous.
Parmi ces fossiles figurent les restes d’un petit caméléon, le plus ancien fossile connu pour ce groupe taxonomique (battant le record précédent d'ancienneté de près de 80 millions d'années).
Cette collection de restes piégés dans de l’ambre va améliorer la connaissance de l'histoire évolutive des lézards, car grâce à des scanners évolués nous pouvons maintenant en faire une « dissection numérique ». Ce travail a permis de confirmer que la diversité biologique était déjà très élevée au sein de ce groupe taxonomique pour lesquels il existe peu de fossiles.

## Dans la culture humaine
Bien que ce groupe ne soit pas monophylétique (il ne comprend pas toutes les espèces descendant d'un ancêtre commun), le terme lézard, pour les mêmes espèces qu'en français, se retrouve aussi dans de nombreuses langues, par exemple l'anglais lizard, en allemand Echsen. Les lézards semblent rarement jouer un rôle symbolique important, sauf pour certaines cultures comme celle des Tarrotarro, un groupe aborigène d'Australie. Les créatures mythologiques les plus proches sont vraisemblablement les dragons.
Les lézards ne sont cependant pas absents des mythes. On les retrouve notamment sur de nombreuses poteries Moche, un ancien peuple du Pérou qui aimait les décorations animalières et a souvent peint cet animal. En Inde, selon la légende du Maharashtra, un varan indien a été utilisé pour fortifier avec ses écailles les murs du fort de Sinhagad durant la bataille du même nom (en).
Aujourd'hui, les lézards et plus particulièrement les iguanes sont des NAC prisés. Des espèces précises de lézard sont également mangées dans de nombreux pays du monde, par exemple les iguanes verts en Amérique du Sud ou les Uromastyx en Afrique du Nord par les tribus nomades.

## Galerie

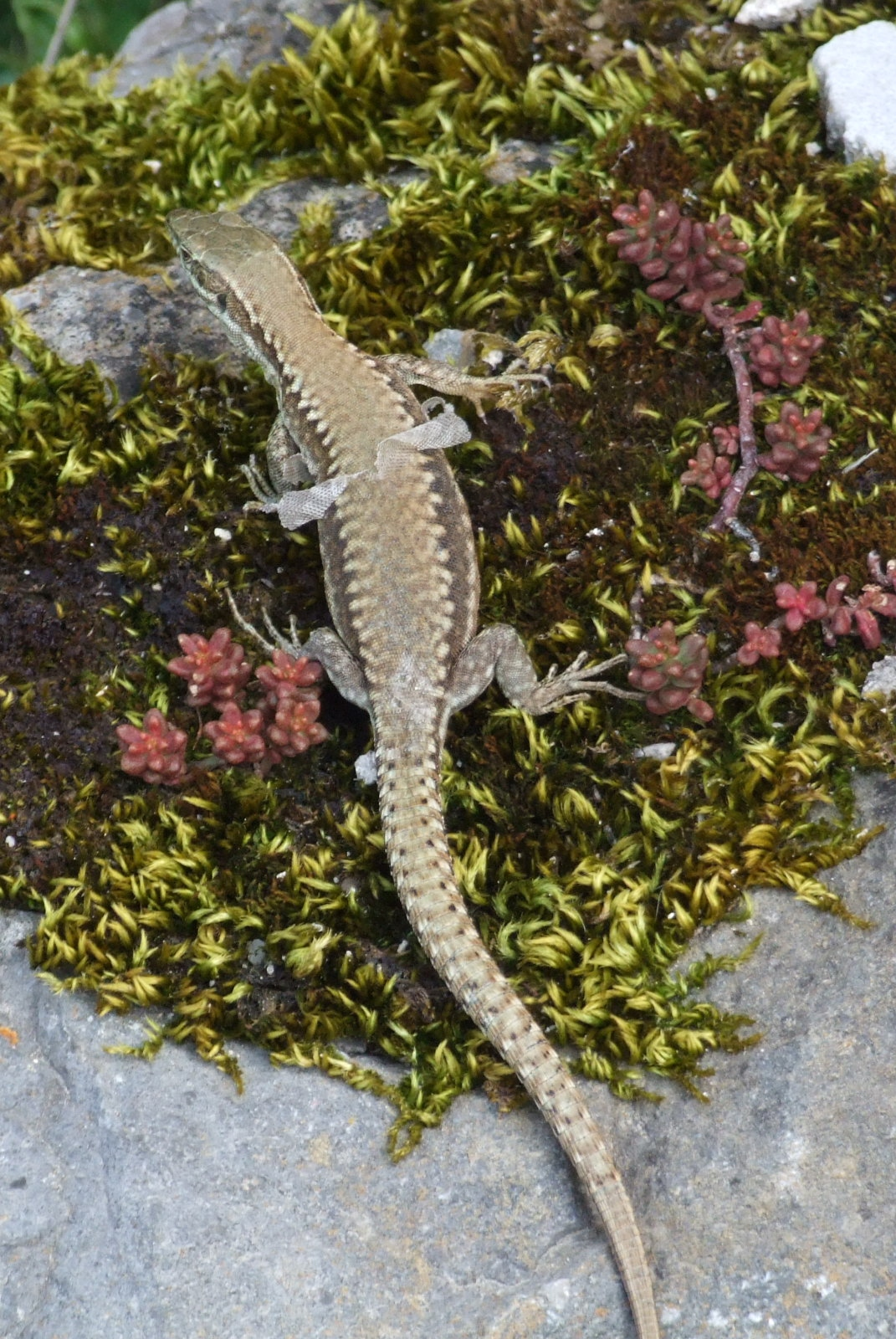
Lézard en train de muer (Bourgogne)
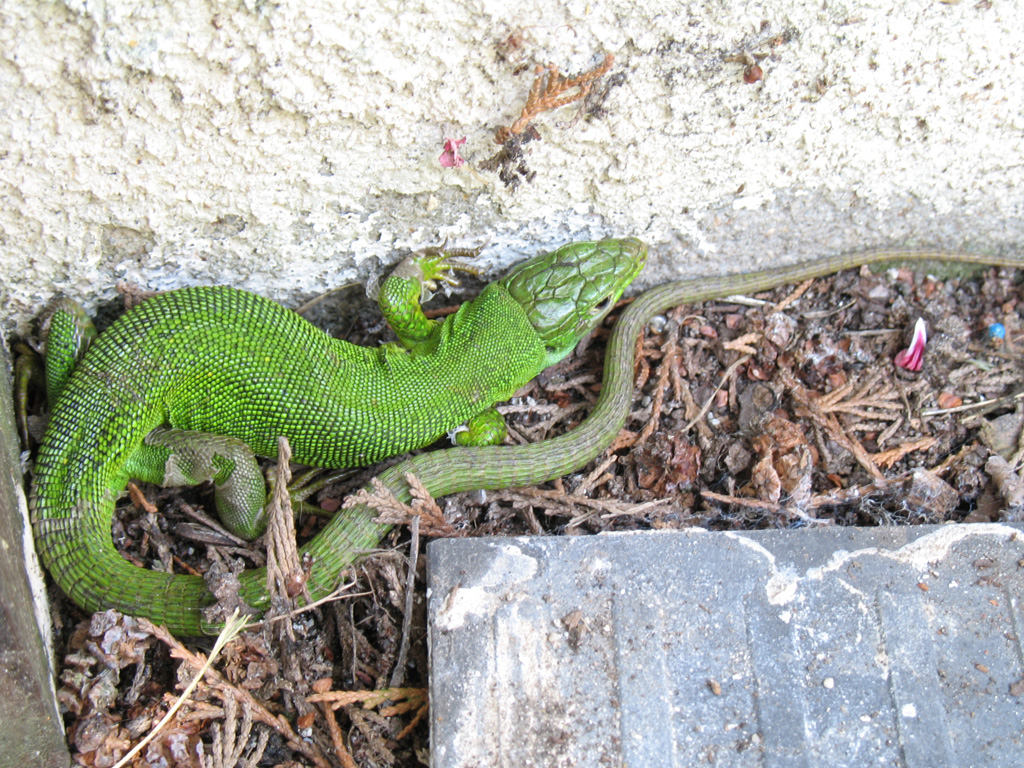
Lézard vert femelle (Lacerta bilineata) de 30 cm pouvant être trouvé en France.
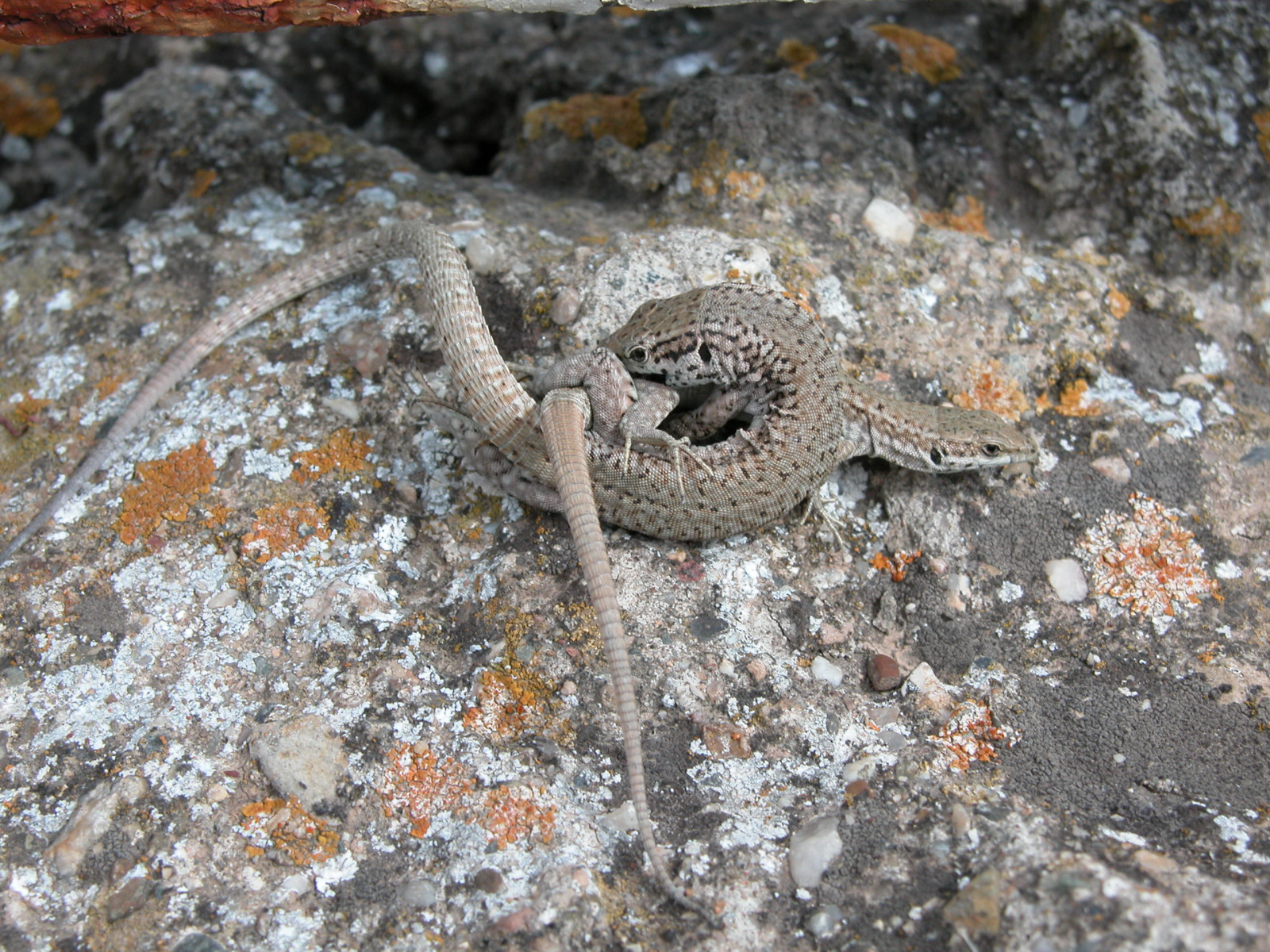
Accouplement du lézard dans le sud de la France (ici : Lézard catalan, Podarcis liolepis).
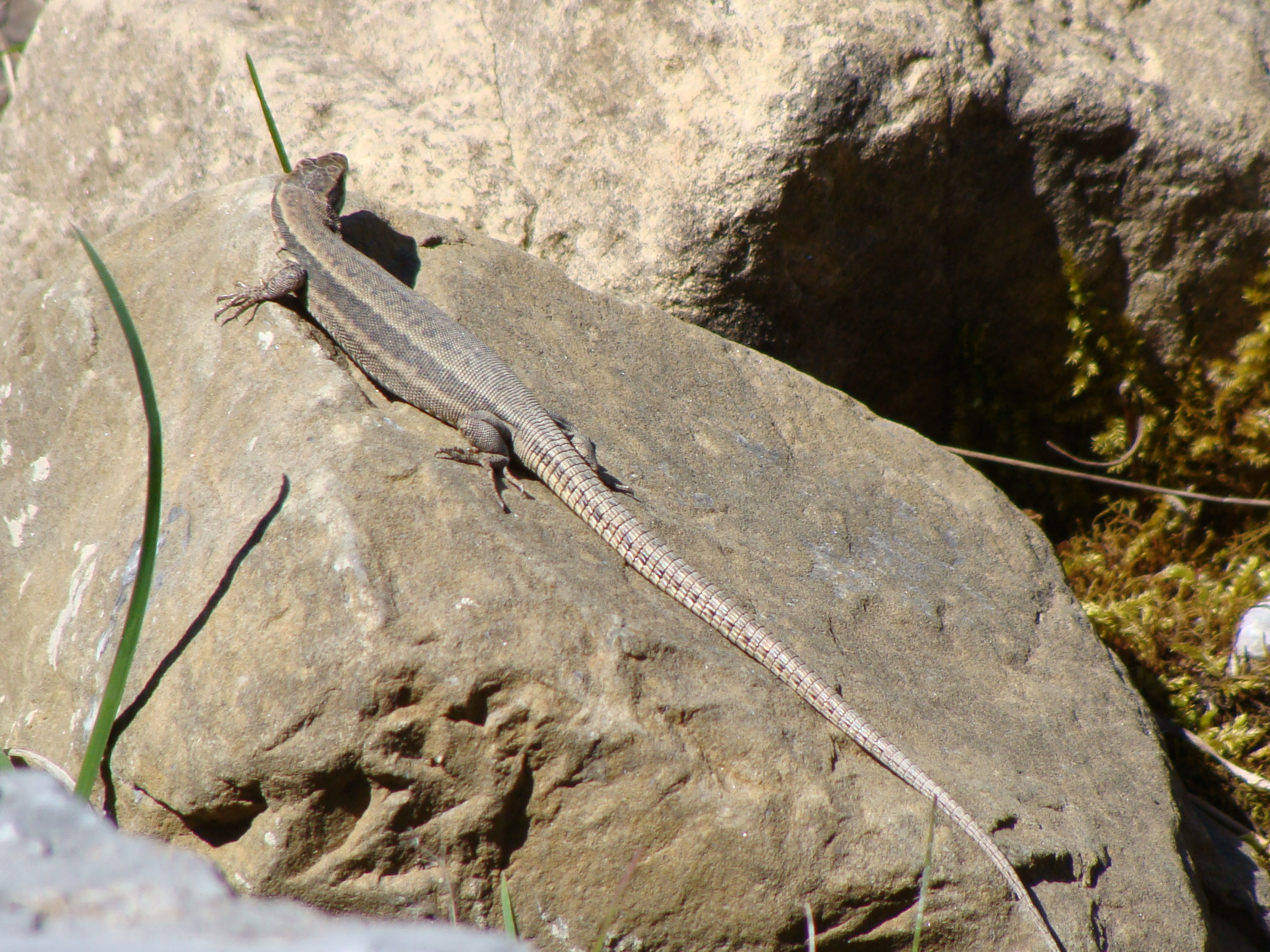
Lézard au Cirque de Gavarnie (peut-être Lézard vivipare, Zootoca vivipara).
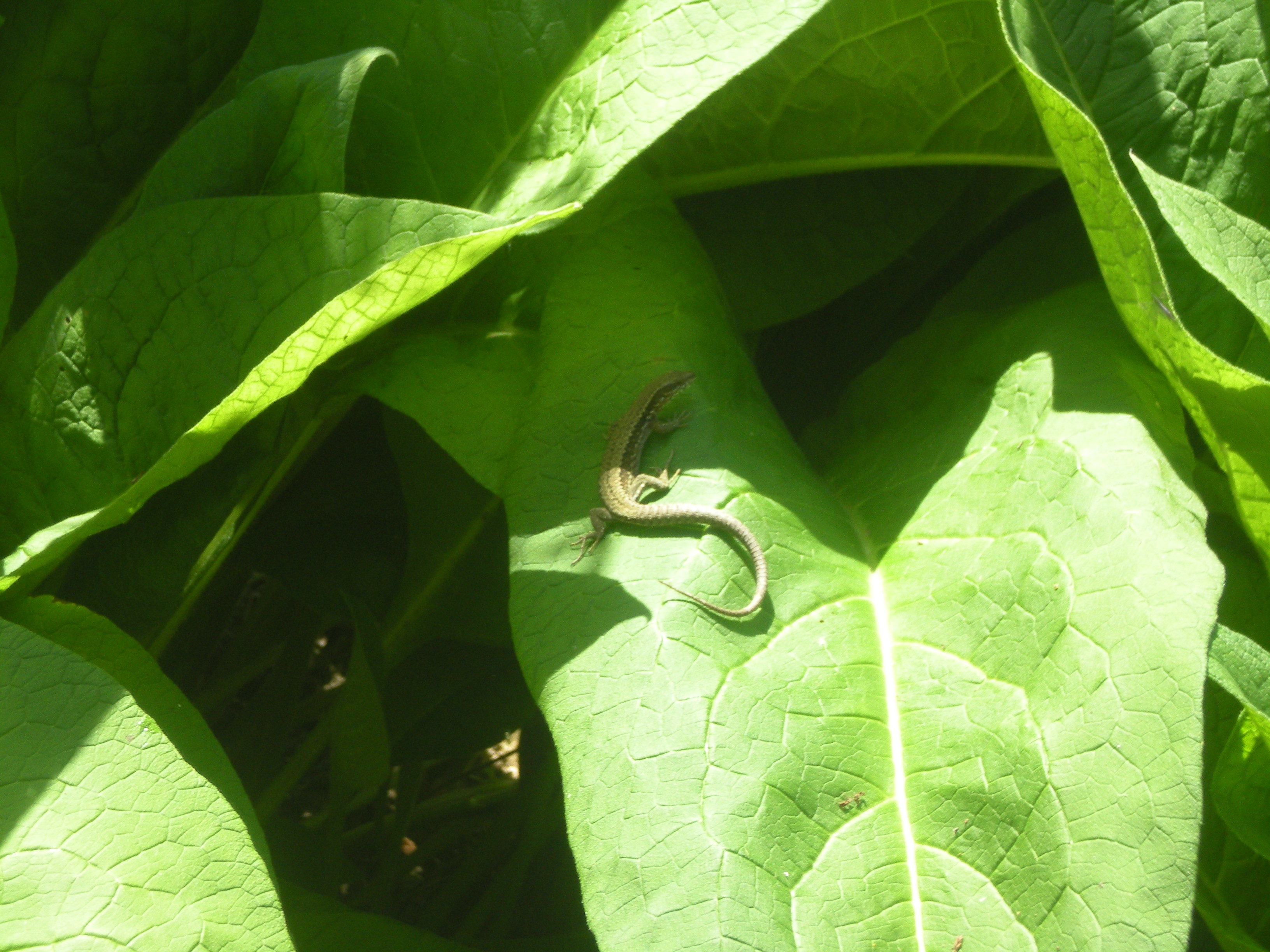
Lézard des murailles sur une feuille dans le Sud de la France.
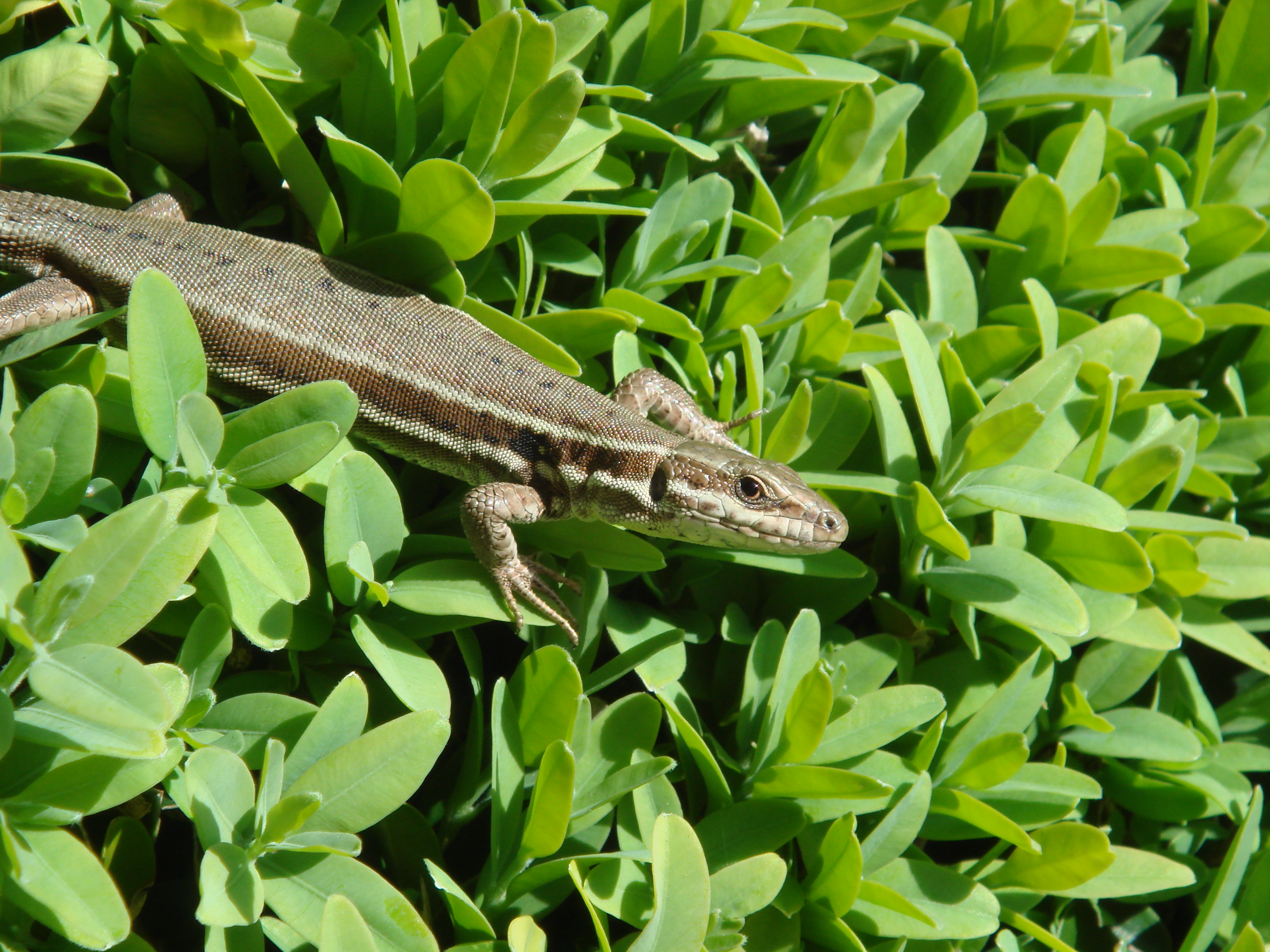
Lézard femelle (Podarcis muralis) sur un buis près de Grenoble.
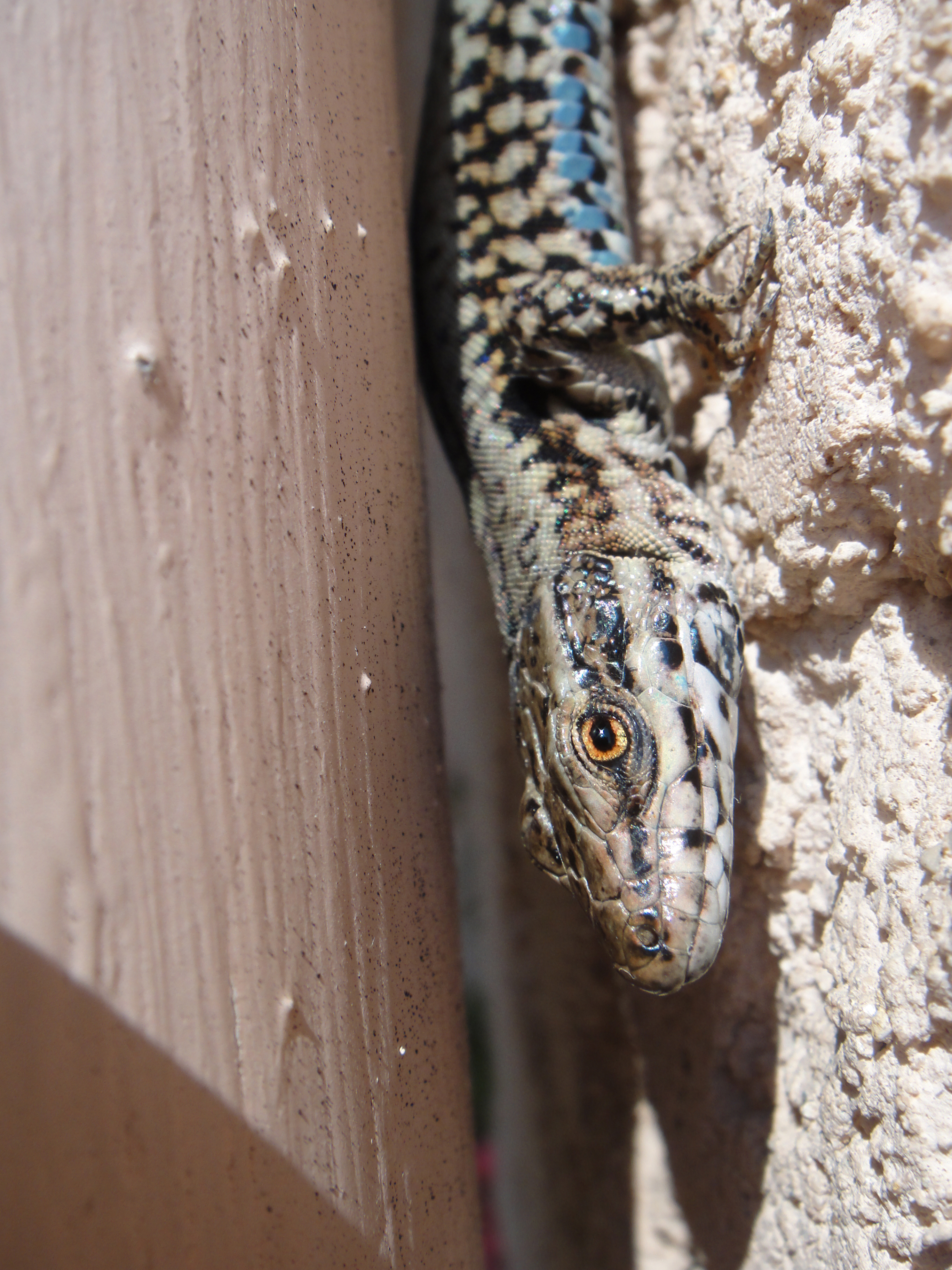
Lézard mâle (Podarcis muralis) à la verticale sur crépi (Grenoble).
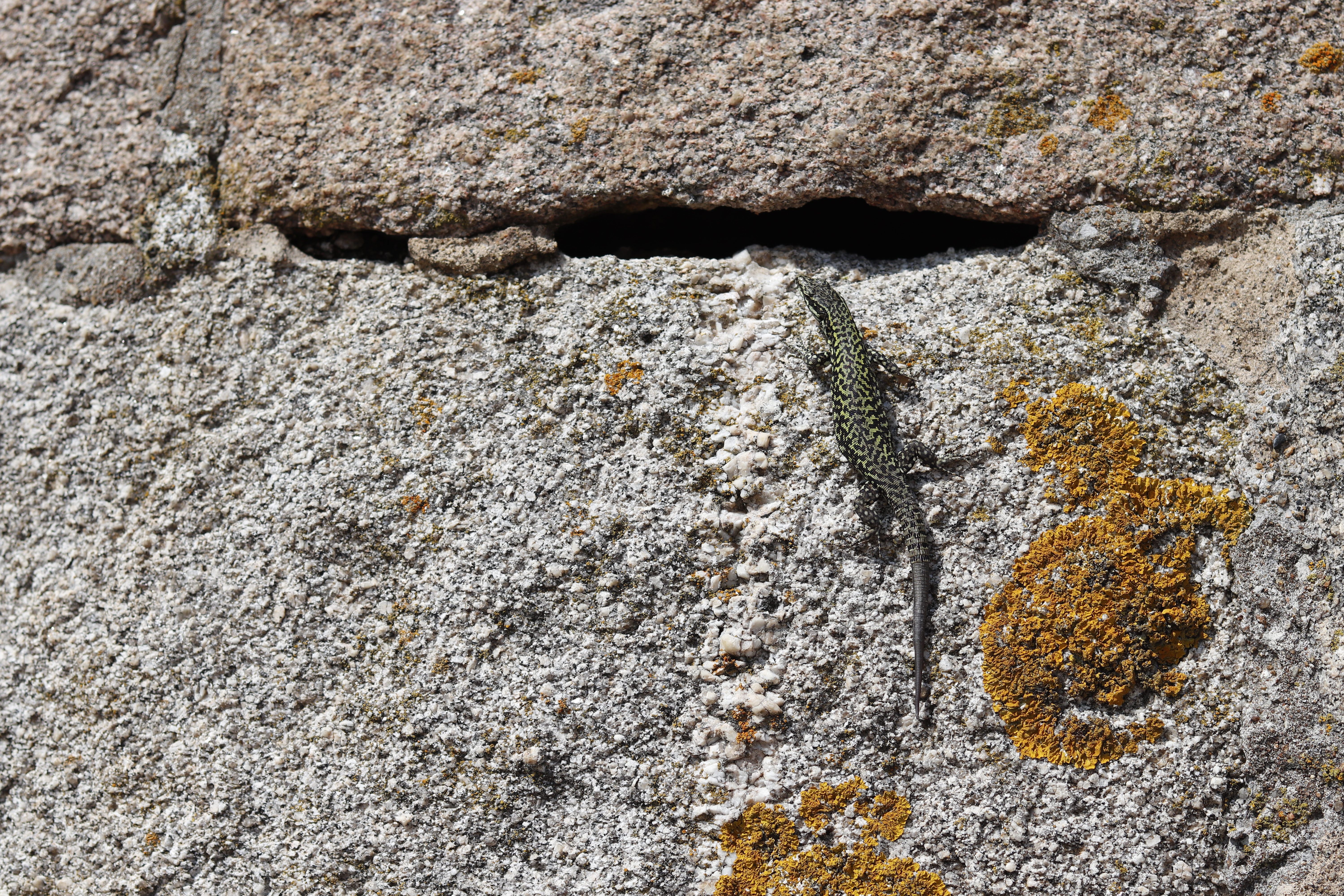
Lézard des murailles (Podarcis muralis) sur du granite à l'ouest du Finistère avec sa queue en cours de reconstruction.
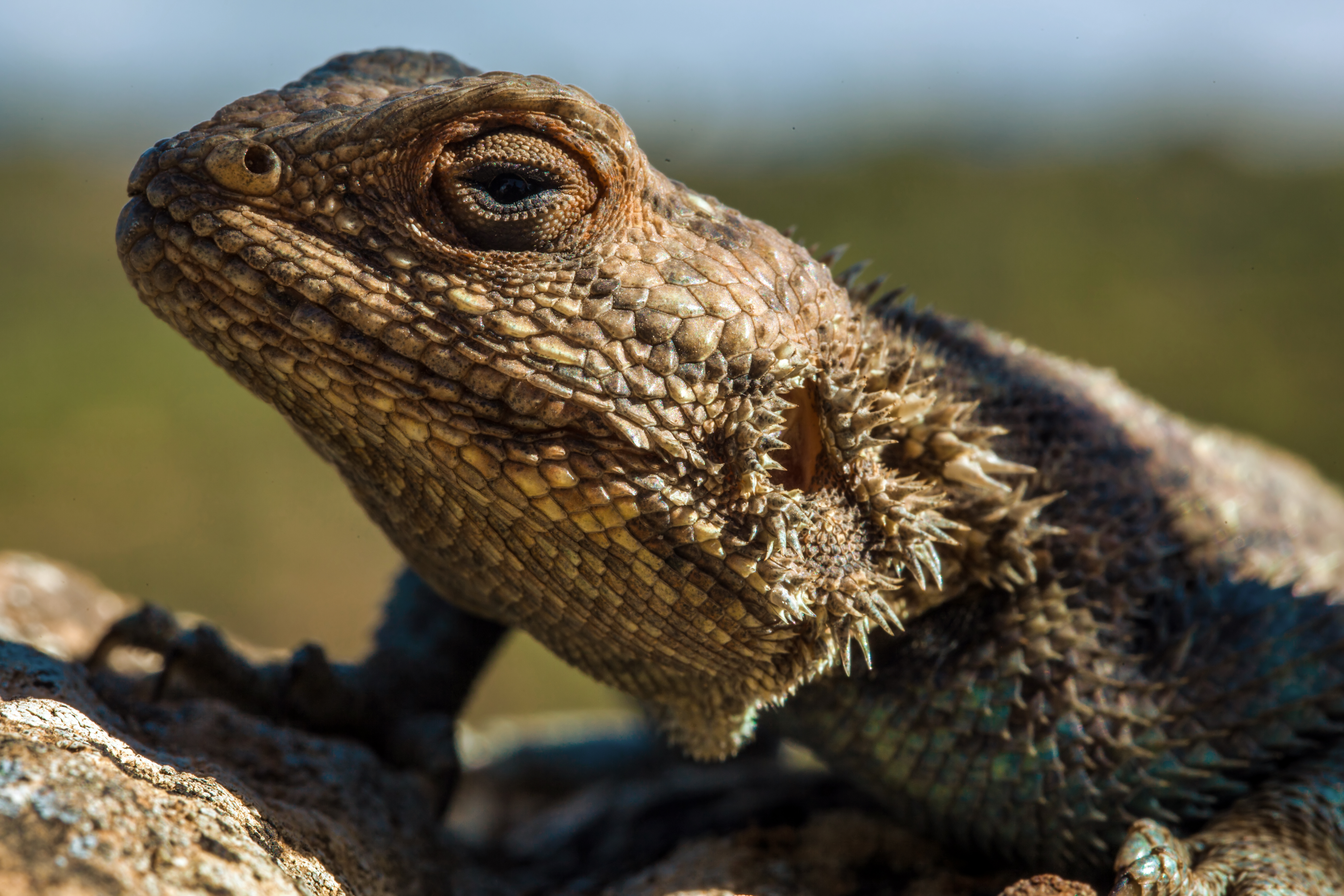
Un lézard au parc national de Belezma, Batna (Algérie).

## Écosystème
La plupart des lézards sont des carnivores insectivores, mais les plus grandes espèces peuvent aussi consommer de petits reptiles ou mammifères. Certaines espèces consomment également des végétaux (iguanes, certains caméléons[Lesquels ?]) ou des fruits.
Des observations sur l'évolution des populations de lézards dans différentes régions du monde depuis 1975 ont permis à des herpétologues d'élaborer un modèle d'anticipation : 20 % des reptiles pourraient disparaître d'ici 2080 à cause du réchauffement climatique, des températures trop hautes les incitant à rester à l'ombre, ce qui nuit à leur recherche de nourriture. Leur disparition ne proviendrait donc pas de la diminution de leurs habitats mais de l'évolution des températures.

## Écologie et comportement
La grande majorité des lézards est ovipare, les femelles pondent un nombre variable d'œufs, généralement enterrés ou camouflés, mais il existe des espèces ovovivipares (mettant au monde des jeunes entièrement formés, les œufs étant incubés dans le ventre de la mère) comme l'espèce Zootoca vivipara, présente en France. La quasi-totalité des espèces ne se préoccupe pas des œufs ni des petits, qui sont autonomes à la naissance. Les nouveau-nés peuvent même parfois servir de proies aux membres de leur propre espèce.
L'existence d'une phase de sommeil paradoxal, à l'instar des mammifères et des oiseaux, a été démontrée chez deux espèces de lézards, l'Agame barbu (Pogona vitticeps) et le Tégu d'Argentine (Salvator merianae). Il existe cependant des différences significatives entre le sommeil des lézards et celui des mammifères et oiseaux, et entre les deux espèces de lézards. Le sommeil paradoxal des lézards se caractérise par une activité des yeux plus lente et, pour le tégu, une activité cérébrale bien différente de l'éveil, au contraire des mammifères (activités cérébrales et oculaires semblables à celles de l'éveil),.
Dans les pays à climat tempéré, les lézards se mettent en hibernation au début de l'automne.
Pour aider à la préservation des lézards, on peut réaliser dans son jardin un hibernaculum (abri à lézards) recréant artificiellement des zones favorables à l'hibernation.

## Culture et littérature

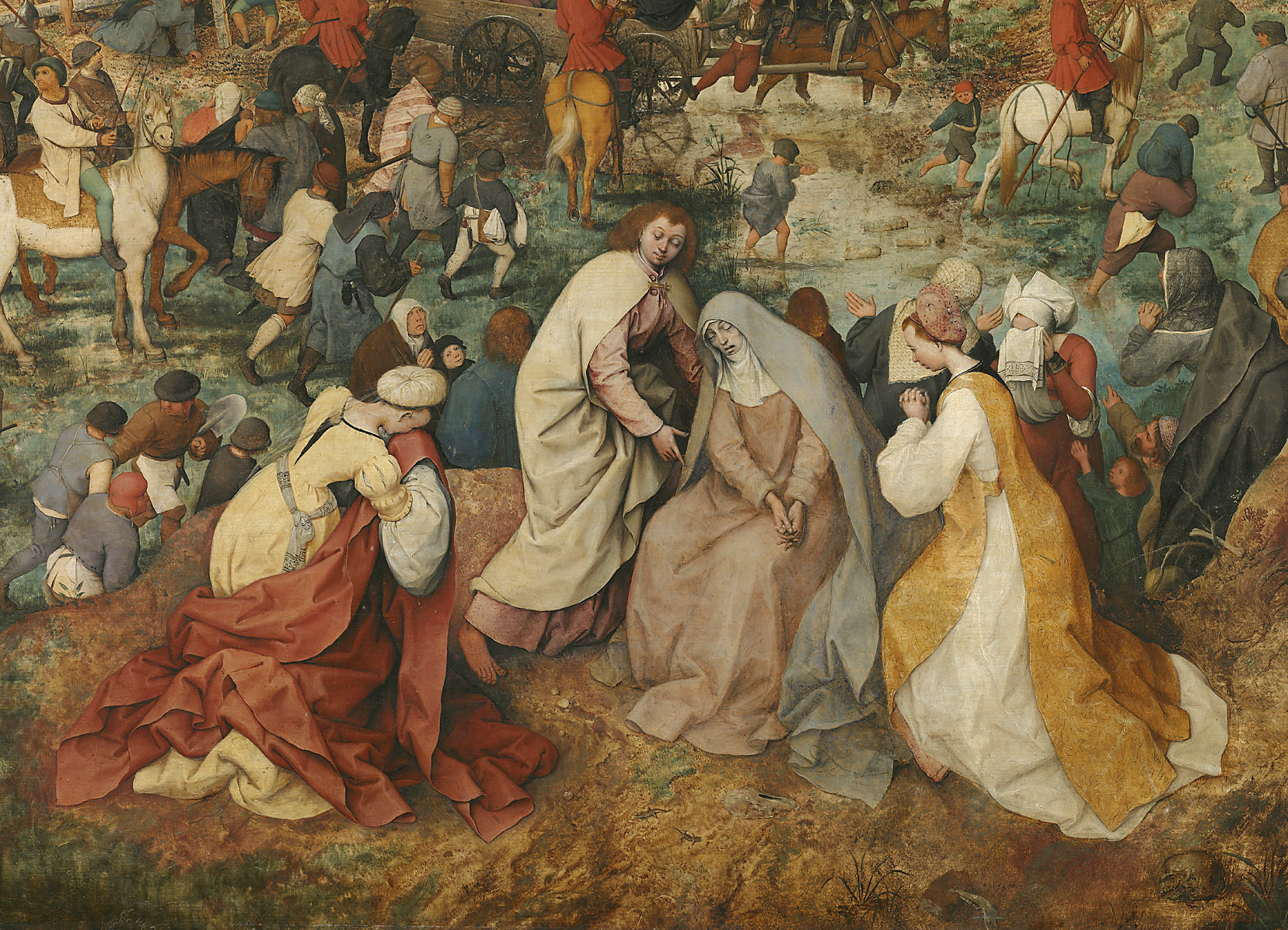
Dans l'iconographie chrétienne, le lézard est un symbole de contemplation de la lumière divine, en référence à son immobilité au soleil (couple de lézards au pied de la Vierge Marie, détail du tableau Le Portement de Croix de Brueghel, 1564).

- Le lézard est un poème de Francis Ponge[réf. souhaitée].
- Bernhard Schlink est l'auteur d'une nouvelle intitulée La jeune fille au lézard[réf. souhaitée].
- Lézard (مارمولک) est le nom d'un film iranien.

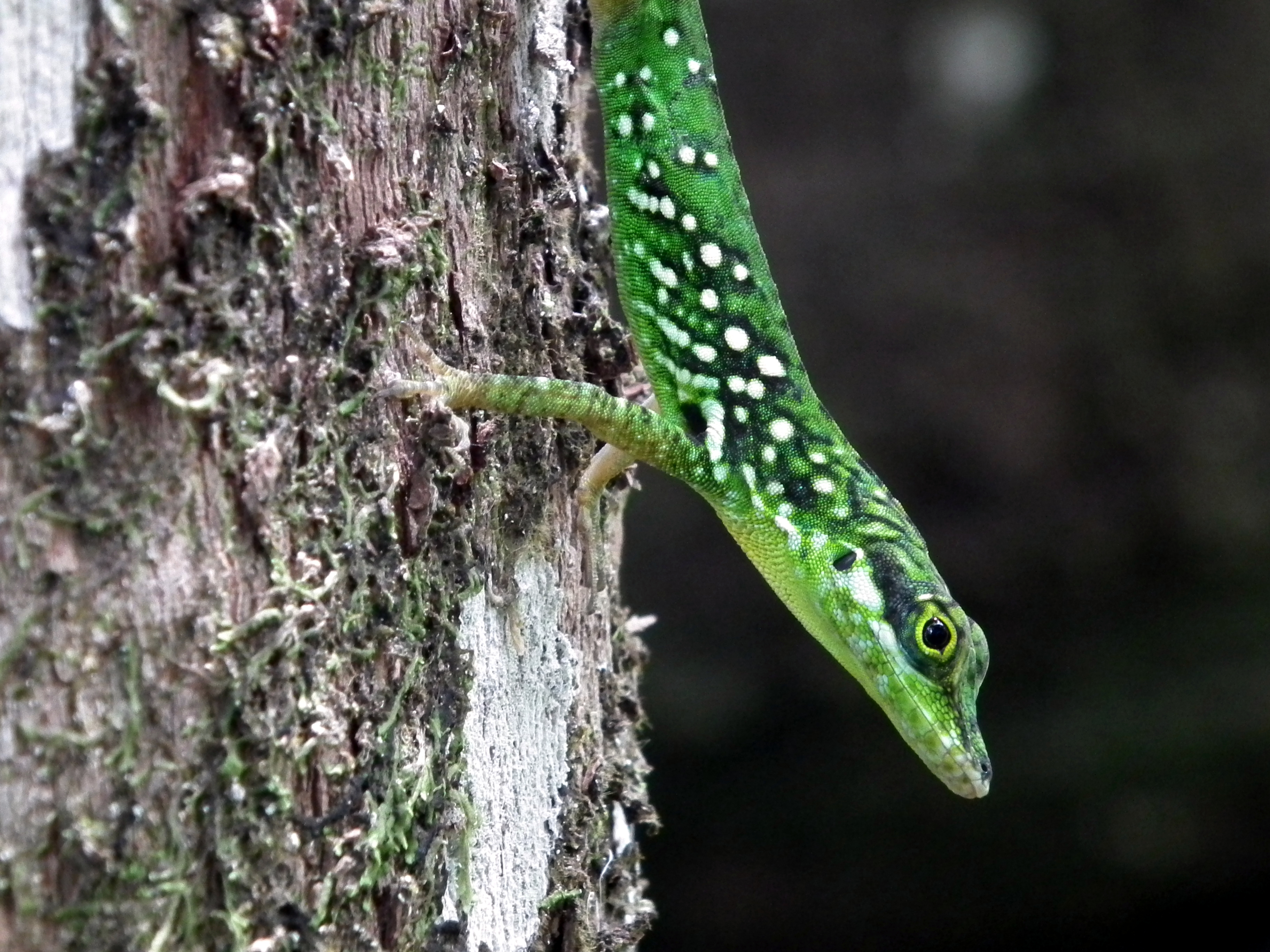
Anolis roquet, ou Savannah Anole, originaire de la Martinique, il est nommé « Zandoli » aux Antilles françaises. C'est cette espèce qui a inspiré le personnage de Harry dans la série Meurtres au paradis, sorte de lézard familier qui vit dans les habitations, plus proche pourtant des iguanidés que des lacertidés.

- Le Lézard noir est un film japonais par Kinji Fukasaku.
- La Morsure du lézard est un film américain réalisé par Andrew Davis
- le Lézard est une constellation de l'hémisphère nord, située entre Andromède, Cassiopée et le Cygne.
- Le Lézard, un personnage du comics Spider-man.
- Jacques, par Libon, sous-titrée « le petit lézard géant », est une bande dessinée humoristique chez Spirou, dont le personnage est un lézard intelligent et doué de la parole.
- Harry est le nom donné à un lézard vert fantasque et familier, appelé « Zandoli » par les Antillais (espèce Anolis roquet), dans la série policière (réaliste par ailleurs) Meurtres au paradis (voir la section "Autres personnages"). Il devient vite l'animal de compagnie des inspecteurs-chefs successifs, personnages principaux de la série, qui dialoguent parfois avec lui.
- Les deux lézards verts, sont les animaux qui tirent le Carrosse du roman de René Boylesve, Le Carrosse aux deux lézards verts.